# 이사크 알베니스
이사크 알베니스(Isaac Albéniz, 1860년~1909년)는 에스파냐의 근대 피아노음악의 대작곡가이며 피아니스트이다. 동북부의 카탈루냐에서 태어났으나 남부 안달루시아의 민족음악에 매혹되어 그 풍물을 묘사하다가 서(西)피레네의 피서지 칸보에서 별세하였다.
그는 누나에게 피아노를 배웠고 4세 때 바르셀로나의 로메아 극장에서 독주회를 가졌고 7세 때 작곡한 파소도블레를 시(市)의 군악대가 연주했다는 천재이다. 알베니스는 어릴 때는 물론 청년시절에 심한 파란을 겪었고 만년은 영예에 빛나는 호사한 일생이었다.

## 생애
6세 때 파리에서 마르몽텔에게 배우고 8세 때 마드리드로 옮겨 음악원에서 멘디사발에게 배웠다. 이때 쥘 베른 과학소설을 탐독하고 모험에 흥미를 느낀 끝에 가출하여 단신으로 에스파냐 북부를 연주여행하였으나 사모라에서 그 당시의 명물인 산적을 만났고, 한편 누나의 사망으로 부득이 귀가하였다. 그러나 얼마 안 있어 다시 집을 뛰쳐나와 남에스파냐를 여행하였으며 이때 본 풍물과 민족음악이 소년 알베니스를 매혹시켜 이것이 후년 많은 걸작을 낳게 하였다. 카디스의 시장으로부터 "부모에게 돌아가지 않으면 체포하겠다"는 통고를 받고 항구에서 배를 타고 남미로 건너가 각지로 연주여행하면서 쿠바로 갔을 때 우연히 아바나의 세관에 근무하는 아버지를 만났으나 알베니스는 이미 경제적으로 독립된 13세의 음악가였으므로 아버지의 허락을 받고 여행을 계속하였다. 뉴욕에 왔을 때는 가진 돈이 없어 항구의 화물 운반 인부로 또는 바에서 피아노를 연주하면서 끼니를 이었다. 이때 바에서 연주할 당시 그는 피아노를 뒤로 등지고 양손을 뒤집어 여러 가지 곡을 연주하였다 하니 놀라지 않을 수 없다. 그 뒤 영국에서 독일로 건너와 야다스존과 라이네케에게 배우고, 귀국하여 국왕의 보조로 브뤼셀 음악원에서 배워 18세 때 우등으로 졸업하였으며 그 뒤에 리스트에게 배워 대피아니스트 안톤 루빈시타인과 함께 연주여행을 하여 20세로 세계 일류의 피아니스트가 되었으나 이것으로 그의 연주활동은 그쳤고 그 뒤로는 작곡에만 전념하였다.

## 작품
23세 때 페드렐한테 배운 뒤 그의 작곡은 일변하여 안달루시아의 민족음악(세간에서 말하는 플라멩코라고 하는 향토민요 춤곡)의 형식과 정신을 바탕으로 한, 개성적인 불멸의 피아노 작품을 수없이 남겼다. 전기의 작품 <에스파냐의 노래>(5곡), <에스파냐 모음곡>(8곡), <여행의 추억>(6곡), <붉은 색의 탑>, <탱고> 등은 모두 세계적으로 보급되어 후세에 남은 명곡이나, 이 시기의 곡 중에서는 <에스파냐의 노래> 중의 한 곡 <코르도바>가 최고작이라 할 수 있다. 후기의 작품에는 보다 고도의 <카탈로니아>, <라 베가>, <아스레포스>, <이베리아 4권 12곡> 등이 있다. 특히 <이베리아>는 그가 만년에 파리에서 고국을 회상하며 각지의 인상을 묘사한 것으로, 안달루시아의 민족음악의 요소를 예술적 형성 속에 자유롭게 이상화시킨 걸작이다. 민족음악의 형식과 에스프리를 소재로 한 모음곡이 이와 같이 고도로 예술화된 것은 매우 드물며, '브람스 이후의 최고의 피아노 문학'이라 하고 있다.